# Viscum album
Il vischio (Viscum album L.) è una pianta cespugliosa che appartiene alla famiglia delle Santalacee.
È una sempreverde, epifita, emiparassita di numerosi alberi ospiti, in particolare conifere e alcune latifoglie (es. pioppi, salici, aceri, betulle, tigli, meli, Robinia e più raramente Prunus). Non cresce mai su Fagus, Platanus o Juglans regia, ma bene su Juglans nigra. Se ne può notare la presenza specialmente nei boschi caduchi in inverno, quando i suoi cespugli cresciuti sui tronchi e sui rami sono più evidenti grazie all'assenza di foglie della pianta ospite.

## Descrizione

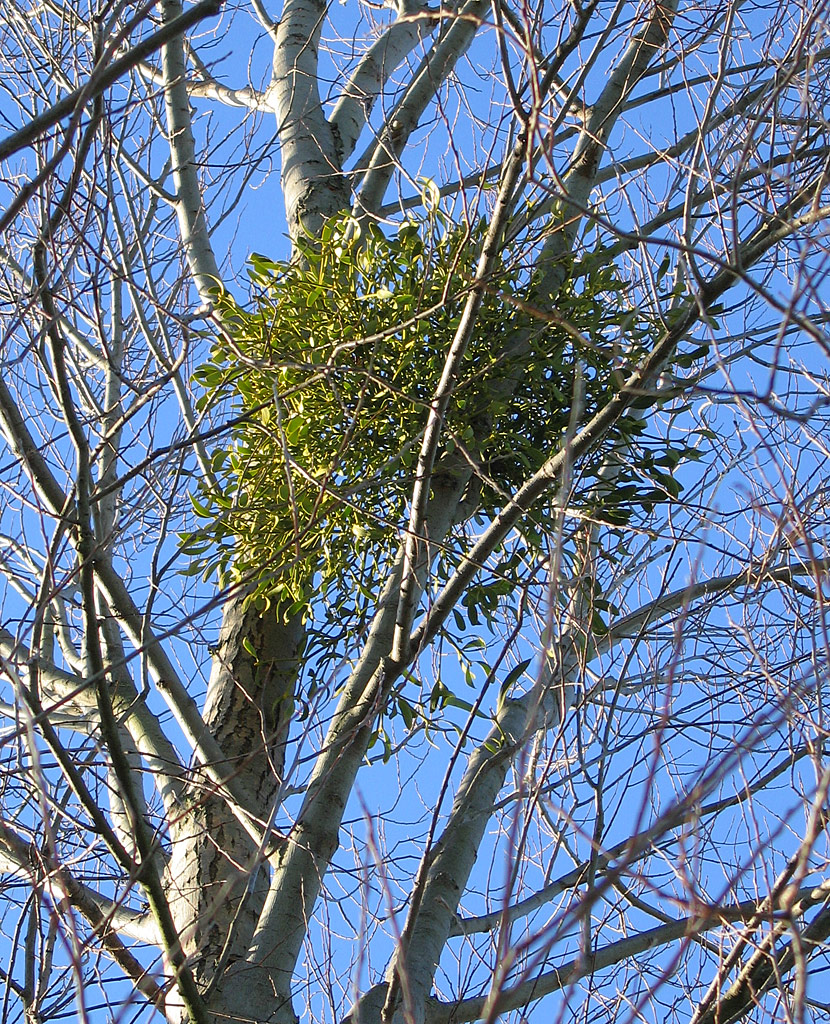
Un vischio sviluppatosi sul ramo di un pioppo.

Il vischio ha fusti lunghi 30-100 cm con ramificazioni dicotomiche. Le foglie sono oblunghe e coriacee, a fillotassi opposta, intere, di consistenza coriacea, lunghe 2-8 cm, larghe 0,8–2,5 cm, di colore verde-giallastro.
Ha fiori unisessuali poco appariscenti, portati in glomeruli; i fiori maschili sono privi di calice, quelli femminili hanno sia calice che corolla.
La specie è dioica; i fiori sono impollinati dagli insetti.
I frutti sono bacche sferiche o ovoidi, bianche o giallastre translucide, contenenti semi di 5–6 mm, appiattiti sui lati e immersi in una polpa gelatinosa e vischiosa.

## Biologia
La foglia verde del vischio indica la presenza di clorofilla, quindi questa pianta è in grado di compiere la fotosintesi. Ma, pur potendo farlo, sottrae acqua, sali minerali e azoto dalla pianta ospite. Alla base del fusto principale sono prodotti cordoni verdi che penetrano all’interno della corteccia dell’ospite e generano delle propaggini che si allungano fino al tessuto conduttore.
Le bacche, trasportate e disperse dagli uccelli che se ne cibano in inverno, si insediano nelle intercapedini di un ramo di una pianta ospite e i semi ivi contenuti germinano. Attraverso un cono di penetrazione ha inizio la formazione di un piccolo tronco e lo sviluppo del vischio.

## Usi
La coltivazione del vischio si pratica per fini ornamentali e per l'erboristeria, recidendo in primavera una parte di ramo da una pianta ospite e innestando, schiacciandola, una bacca di vischio matura. Dopo un lento sviluppo, che può durare anche un paio di anni, inizia la crescita spontanea. Di solito la pianta ospite non subisce danni, a patto che non ci siano troppi individui di vischio: in tal caso per liberarla si dovrà recidere il ramo.

## Tossicità
In forma concentrata il vischio è potenzialmente letale e le persone possono ammalarsi gravemente mangiandone le bacche.
Gli estratti concentrati possono causare un'intossicazione importante, che si manifesta con diplopia, midriasi, ipotensione, confusione mentale, allucinazioni, convulsioni.
Dal vischio è stata isolata la lectina tossica viscumina, una proteina citotossica (chiamata proteina inattivante ribosoma, o RIP) che si lega ai residui di galattosio delle glicoproteine sulla superficie cellulare e può essere internalizzata dall'endocitosi. La viscumina inibisce fortemente la sintesi proteica inattivando la subunità ribosomiale 60 Svedberg.

### Medicina alternativa
Il vischio viene impiegato nella medicina tradizionale sotto forma di tinture o infusi come antipertensivo e anti-arteriosclerotico. Non vi sono al momento studi clinici che confermino tale azione.
Per queste sue proprietà curative era utilizzato già dai popoli citati nella mitologia norrena.
(Wilhelm Pelikan, Le piante medicinali per la cura delle malattie, trad. it., Natura e Cultura, 2009)
Il vischio è una delle sostanze di medicina alternativa e complementare più studiate per la lotta al cancro. Sebbene non esistano prove a sostegno dell'idea che la stimolazione del sistema immunitario da parte del vischio porti a una migliore capacità di combattere il cancro, la ricerca di base con estratti di vischio fornisce spunti per ulteriori indagini sul possibile uso del vischio come prodotto di supporto nell'intero trattamento oncologico. Gli estratti di vischio sono stati valutati in numerosi studi clinici, e spesso sono stati segnalati miglioramenti della qualità e aspettativa di vita. Tuttavia, secondo alcuni critici, la maggior parte degli studi clinici condotti fino ad oggi hanno avuto uno o più importanti punti deboli che hanno sollevato dubbi sull'affidabilità dei risultati. Inoltre, la possibilità di condurre studi di controllo randomizzati in doppio cieco con estratti di vischio è limitata a causa di reazioni allergiche osservati sulla pelle dopo le iniezioni sottocutanee. In secondo luogo, richiedono grandi investimenti senza poter avere alcuna esclusiva commerciale sul prodotto derivato.

## Tradizioni correlate

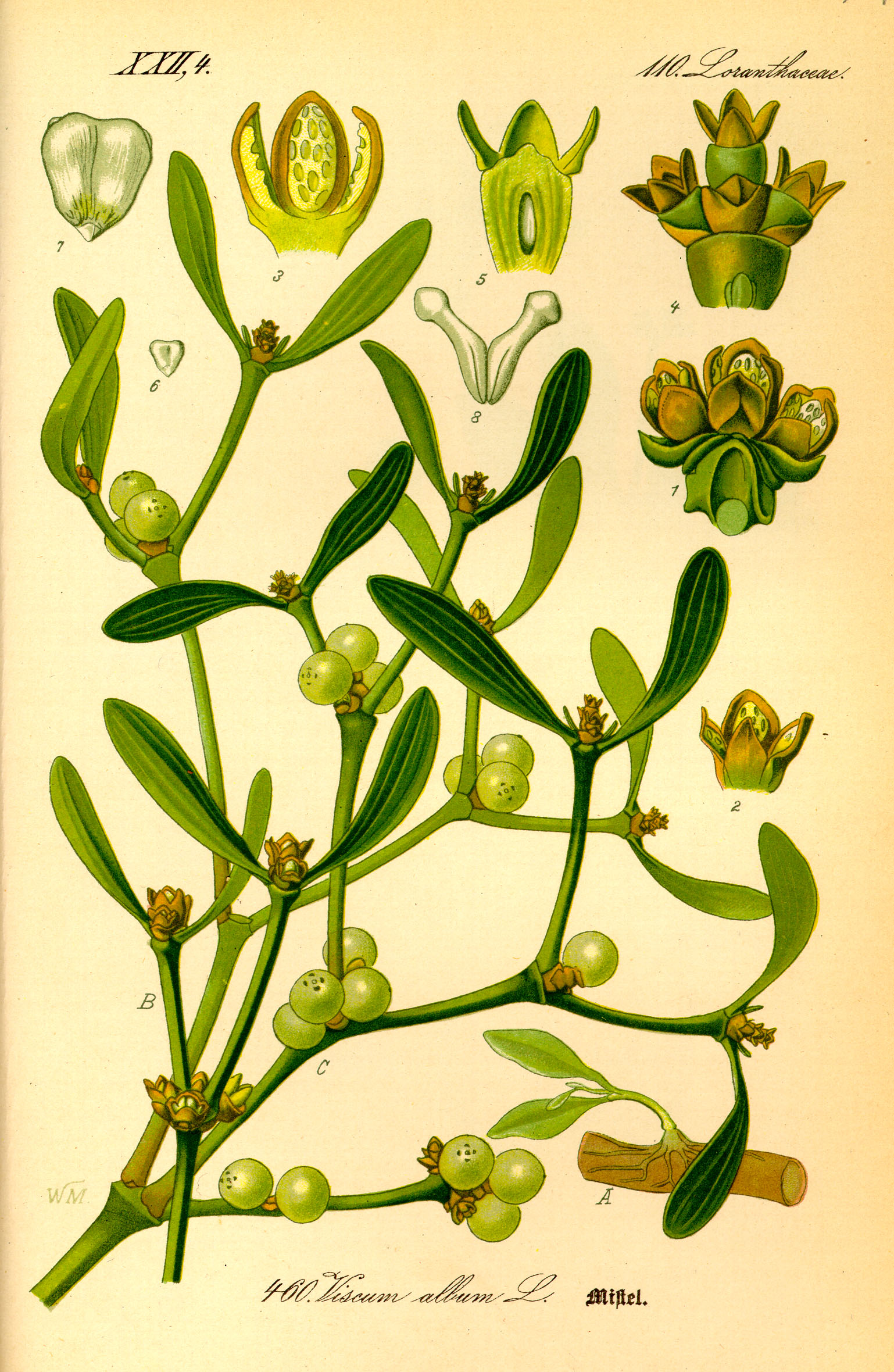
Viscum album, illustrazione tratta dalla Flora von Deutschland, Österreich und der Schweiz del professor Otto Wilhelm Thomé (1885).

Al vischio sono riconducibili leggende e tradizioni molto antiche: dalle popolazioni celtiche, che lo chiamavano oloaiacet, assieme alla quercia era considerato pianta sacra e dono degli dei; secondo una leggenda nordica teneva lontane disgrazie e malattie. In molti paesi è tuttora simbolo di buon augurio durante il periodo natalizio: infatti, è diffusa l'usanza di origine scandinava di salutare l'arrivo del nuovo anno baciandosi sotto uno dei suoi rami.
A questo proposito il mito di Baldur (raccontato nel Gylfaginning), figlio del dio Odino e signore della luce (per questo sovrapponibile a Cristo), che muore ucciso da una bacchetta di vischio da cui idealmente e simbolicamente proviene, in quanto il padre Odino è identificato con l'albero cosmico Yggdrasill su cui nasce il vischio: come era accaduto a Cristo per il legno della croce.
Nel VI libro dell'Eneide (vv. 133-141) di Virgilio, dove si racconta la discesa di Enea nell'oltretomba, la Sibilla cumana gli ordina di trovare un "ramo d'oro" (cioè di vischio, secondo gli studi antropologici) che sarà necessario per placare le divinità infere durante la sua catabasi. L'antropologo britannico James Frazer ha dedicato a questo mito una ponderosa ricerca.
Il succo delle bacche veniva usato per preparare colle usate nell'uccellagione. A questo uso fanno riferimento alcuni modi di dire entrati nel linguaggio corrente: può essere vischiosa una sostanza attaccaticcia o una persona particolarmente tediosa, mentre non è gradevole rimanere invischiati in certe situazioni.
Alla natura parassita di questa pianta Giovanni Pascoli dedicò una poesia, intitolata Il vischio.

## Importanza culturale
Il vischio è rilevante per diverse culture. Quelle pagane consideravano le bacche bianche come simboli della fertilità maschile, con i semi che assomigliavano allo sperma. I Celti vedevano il vischio come lo sperma di Taranis, mentre gli antichi greci si riferivano al vischio come "sperma di quercia". Sempre nella mitologia romana, il vischio fu utilizzato dall'eroe Enea per raggiungere gli inferi.
Il vischio potrebbe aver svolto un ruolo importante nella mitologia druidica nel rituale della quercia e del vischio, sebbene l'unico scrittore antico a menzionare l'uso del vischio in questa cerimonia fosse Plinio il Vecchio. Le prove tratte dai corpi rinvenuti nelle paludi fanno supporre l'uso del vischio presso i Celti a scopo medicinale piuttosto che rituale. Originariamente potrebbe essere collegato al sacrificio umano, e associato al toro bianco solo dopo che i romani vietarono i sacrifici umani.
I Romani associavano il vischio alla pace, all'amore e alla comprensione e lo appendevano sopra le porte per proteggere la casa.
In epoca cristiana nel mondo occidentale si iniziò ad usare il vischio in occasione del Natale come decorazione, sotto la quale ci si aspetta che gli innamorati si bacino, oltre che come protezione da streghe e demoni. Ha continuato ad essere associato alla fertilità e alla vitalità per tutto il Medioevo e nel XVIII secolo è stato aggiunto alle celebrazioni natalizie in tutto il mondo. L'usanza di baciarsi sotto il vischio era popolare tra i servi nell'Inghilterra della fine del XVIII secolo, e fu questa categoria ad aver perpetuato la tradizione in epoca vittoriana. A un uomo era permesso di baciare qualsiasi donna in piedi sotto il vischio, e la donna che avesse rifiutato il bacio sarebbe stata colpita dalla sfortuna. Secondo una versione della tradizione, ad ogni bacio si doveva strappare una bacca e il bacio doveva cessare dopo che tutte le bacche erano state rimosse. Si riportano casi di morte per avvelenamento da vischio.
Nel Nepal diversi tipi di vischio sono usati per una varietà di scopi medici, in particolare per il trattamento delle fratture ossee.
Il vischio è l'emblema floreale dello stato americano dell'Oklahoma e della contea britannica di Herefordshire. Ogni anno la città britannica di Tenbury Wells organizza un festival del vischio e incorona una "regina del vischio".